# مرین فیث‌فول
مِریَن فِیث‌فول (انگلیسی: Marianne FEvelyn Gabriel aithfull؛ ۲۹ دسامبر ۱۹۴۶ – ۳۰ ژانویهٔ ۲۰۲۵) خواننده و بازیگر انگلیسی بود. نخستین تک‌آهنگ فیث‌فول با نام «همین‌طور که اشک‌ها می‌ریزند» که آن را با همکاری کیث ریچاردز و میک جَگر ساخته بود در سال ۱۹۶۴ منتشر شد و در بریتانیا و آمریکا با استقبال گسترده روبرو شد. یک‌سال بعد آن ترانه توسط رولینگ استونز مجدداً اجرا و روانهٔ بازار شد. 
مرین فیث‌فول زندگی حرفه‌ای پُرفراز و نشیبی داشت. او همسر سابق میک جَگر بود.